# Christine Lagarde
Christine Madeleine Odette Lagarde (n. Lallouette 1 ianuarie 1956, Paris) este o avocată franceză și actualul președinte al Băncii Centrale Europene. De-al lungul carierei sale politice, Lagarde a îndeplinit mai multe funcții oficiale în Franța, printre care ministru de finanțe, ministru al agriculturii și ministru al comerțului și industriei. Ea a fost prima femeie care a devenit ministrul unei economii G8 și este prima femeie care a devenit director general al FMI.
Pe 16 noiembrie 2009 ziarul britanic Financial Times a numit-o pe Lagarde "cel mai bun ministru de finanțe din zona euro". Tot în același an, revista Forbes a clasat-o pe locul șaptesprezece în rândul celor mai puternice femei din lume  iar in 2019 este prezentata in cadrul aceluiasi clasament pe locul 2.
La data de 28 iunie 2011, ea a fost numită următorul director general al Fondului Monetar Internațional (FMI) pe o perioadă de cinci ani, urmând să preia funcția câteva zile mai târziu, pe 5 iulie.

## Cariera profesională
În anul 1981, Christine Lagarde s-a alăturat companiei americane de avocatură Baker & McKenzie, iar după șase ani, a fost numită director al filialei din Europa de Vest. Ea a intrat în comitetul executiv în 1995, iar în octombrie 1999 a devenit prima femeie care a preluat funcția de președinte al companiei.
În 2004, Lagarde a devenit președinte al comitetului de strategie globală.
Interesul ei personal în afacerile europene a condus-o la deschiderea Centrul de Drept European din Bruxelles, un birou al Baker & McKenzie dedicat exclusiv practicii dreptului Uniunii Europene.

## Cariera ministerială

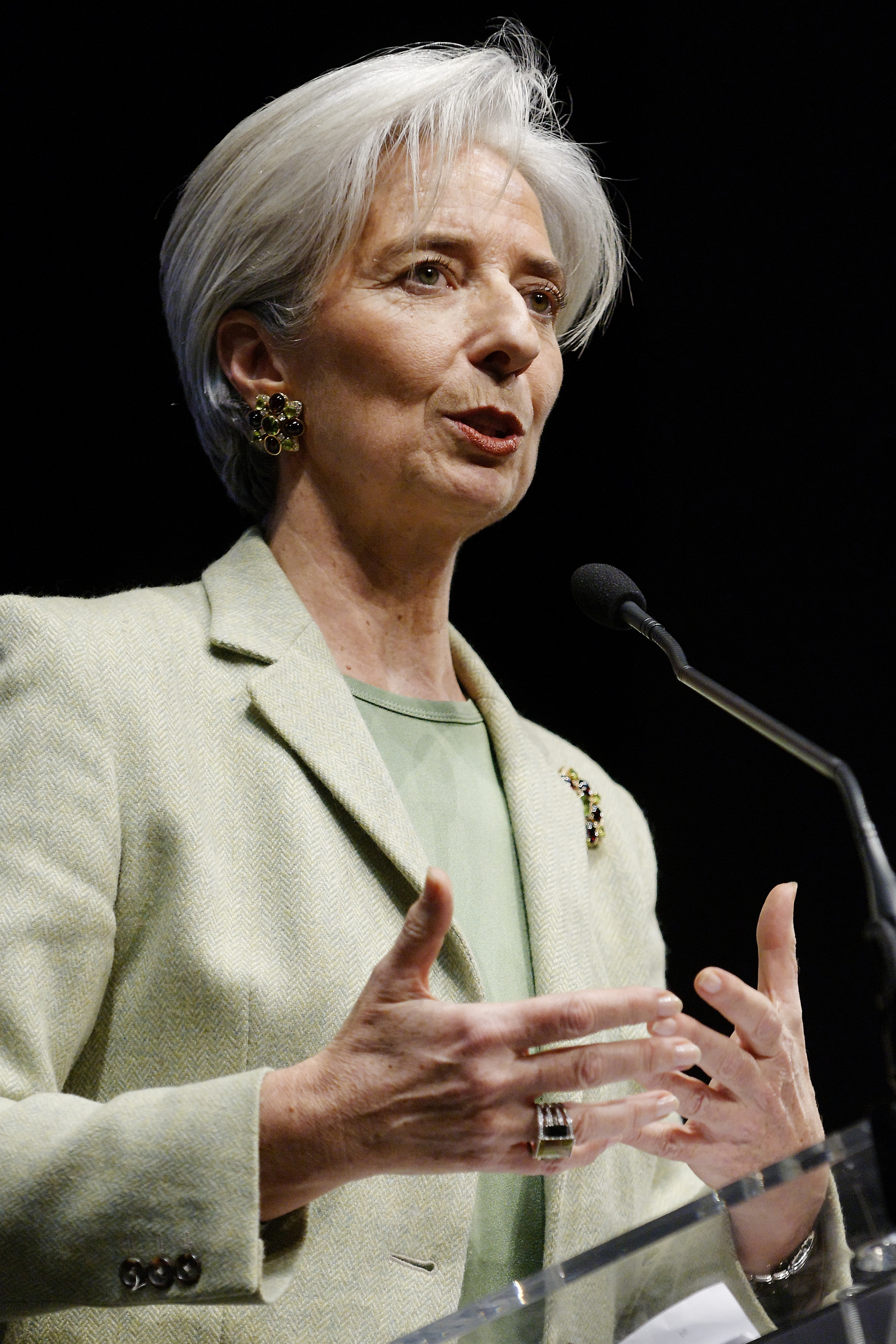
Lagarde la adunarea UMP rally din 18 februarie 2011.

În calitate de ministru francez al comerțului și industriei între 2005 și 2007, Lagarde a favorizat deschiderea de noi piețe pentru produsele țării, punând accent pe sectorul tehnologic. Pe 18 mai 2007, ea a preluat funcția de ministru al agriculturii, făcând parte din guvernul condus de François Fillon. În luna următoare, ea s-a alăturat cabinetului lui François Fillon în cadrul Ministerului Afacerilor Economice pentru a deveni prima femeie care urmează să fie vreodată responsabilă de politica economică din Franța.

## Fondul Monetar Internațional
În mai 2011, Lagarde a fost menționată ca un posibil înlocuitor al lui Dominique Strauss-Kahn în funcția de director general al Fondului Monetar Internațional. Candidatura ei la șefia FMI a fost susținută de guvernele din Statele Unite ale Americii, Rusia, China, Regatul Unit, Germania și India.
Pe 25 mai 2011, Lagarde și-a anunțat oficial candidatura la șefia FMI pentru a-l înlocui pe Dominique Strauss-Kahn, care și-a dat demisia.
La data de 28 iunie 2011, comitetul executiv al Fondului Monetar Internațional a ales-o pe Christine ca director genral pe o perioadă de cinci ani, urmând să își preia funcția câteva zile mai târziu, pe 5 iulie.
Numirea ei vine în contextul intensificării crizei economice din Europa, în special din Grecia. Statele Unite ale Americii au susținut numirea ei rapid, având în vedere fragilitatea situației economice a Europei.
Secretarul Trezoreriei Statelor Unite ale Americii, Timothy Geithner a declarat că "talentul de exceptie și vasta experiență" de care dă dovadă Christine Lagarde vor asigura conducerea aceastei instituții indispensabile într-un moment critic pentru economia globală.

## Media
Ea a fost intervievată în cadrul documentarului Inside Job (2010), care a câștigat mai târziu un premiu Oscar pentru cel mai bun film documentar.
Lagarde a fost interpretată de actrița americană Laila Robins în filmul Too Big to Fall (Prea Mari pentru a Eșua), produs în 2011 de HBO. Pelicula a fost bazată pe cartea  cu același nume, scrisă de jurnalistul de la New York Times, Andrew Ross Sorkin.